# Arqueología (serie filatélica)
Arqueología es el nombre de una serie filatélica emitida por la Sociedad Estatal Correos y Telégrafos de España entre años 2006 y 2009, dedicada a los principales yacimientos y piezas arqueológicas en el territorio español. En total fueron puestos en circulación 11 sellos en 5 fechas de emisión diferentes.

## Descripción
| Fecha de emisión | Nombre del sello (descripción) | Dimensiones (mm)       | Valor facial (en €) |
| ---------------- | --- | ---------------------- | ------------------- |
| 06.07.2006       | 1) El yacimiento arqueológico de Los Millares en la Almería | 28,8 × 40,9            | 0,29                |
| 06.07.2006       | 2) Pinturas rupestres en el yacimiento arqueológico de La Alcudia cerca de la ciudad de Elche (Alicante)                                                                                       | 40,9 × 28,8            | 0,57                |
| 06.07.2006       | 3) La figura de bronce del Guerrero de Mogente hallada en el yacimiento de Bastida de les Alcuses (provincia de Valencia)                                                                      | 28,8 × 40,9            | 0,78                |
| 08.03.2007       | 1) Un mosaico del yacimiento arqueológico de la Villa romana La Olmeda en la provincia de Palencia                                                                                             | 40,9 × 28,8            | 0,30                |
| 08.03.2007       | 2) Las termas romanas de Campo Valdés en la ciudad de Gijón | 40,9 × 28,8            | 0,30                |
| 13.09.2007       | 1) Estatua de Asclepios en el Museo de Ampurias (provincia de Gerona) | 33,2 × 49,8 (120 × 76) | 0,36                |
| 13.09.2007       | 2) Estatua de Asclepios en el Museo Arqueológico Nacional (Atenas) | 33,2 × 49,8 (120 × 76) | 0,58                |
| 03.03.2008       | 1) La Bicha de Balazote, una escultura ibérica que se encuentra conservada en el Museo Arqueológico Nacional (Madrid)                                                                          | 40,9 × 28,8            | 0,39                |
| 03.03.2008       | 2) El vaso cinerario de Apofis I, pieza de mármol proveniente del antiguo Egipto que se conserva en el Museo de Almuñécar (provincia de Granada)                                               | 40,9 × 28,8            | 0,39                |
| 10.02.2009       | 1) Fragmento del mosaico cosmológico de la Casa del Mitreo en el conjunto arqueológico de Mérida, que representa la figura de Oriens, un joven cuya cabeza se ve coronada con rayos dorados    | 40,9 × 28,8            | 2,70                |
| 10.02.2009       | 2) Fragmento del mosaico que representa a Oceanus, un hombre barbudo rodeado de especies marinas, procedente de la villa de Materno del Parque arqueológico de Carranque (provincia de Toledo) | 40,9 × 28,8            | 2,70                |